# Khánh Vĩnh (huyện)
Khánh Vĩnh là một huyện miền núi cũ nằm ở cực tây tỉnh Khánh Hòa, Việt Nam.

## Địa lý
Huyện Khánh Vĩnh nằm ở phía tây của tỉnh Khánh Hòa, có vị trí địa lý:
- Phía đông giáp huyện Diên Khánh và huyện Cam Lâm
- Phía tây giáp huyện Lạc Dương, tỉnh Lâm Đồng và huyện Krông Bông, tỉnh Đắk Lắk
- Phía nam giáp huyện Khánh Sơn và huyện Bác Ái, tỉnh Ninh Thuận
- Phía bắc giáp thị xã Ninh Hòa và huyện M'Drắk, tỉnh Đắk Lắk.

Huyện Khánh Vĩnh có diện tích 1.165 km² với dân số là 36.000 người. Huyện lỵ đặt tại thị trấn Khánh Vĩnh nằm trên Quốc lộ 27C, cách thành phố Nha Trang 30 km về hướng tây.

## Hành chính
Huyện Khánh Vĩnh có 14 đơn vị hành chính cấp xã trực thuộc, bao gồm thị trấn Khánh Vĩnh (huyện lỵ) và 13 xã: Cầu Bà, Giang Ly, Khánh Bình, Khánh Đông, Khánh Hiệp, Khánh Nam, Khánh Phú, Khánh Thành, Khánh Thượng, Khánh Trung, Liên Sang, Sơn Thái, Sông Cầu.

## Địa hình

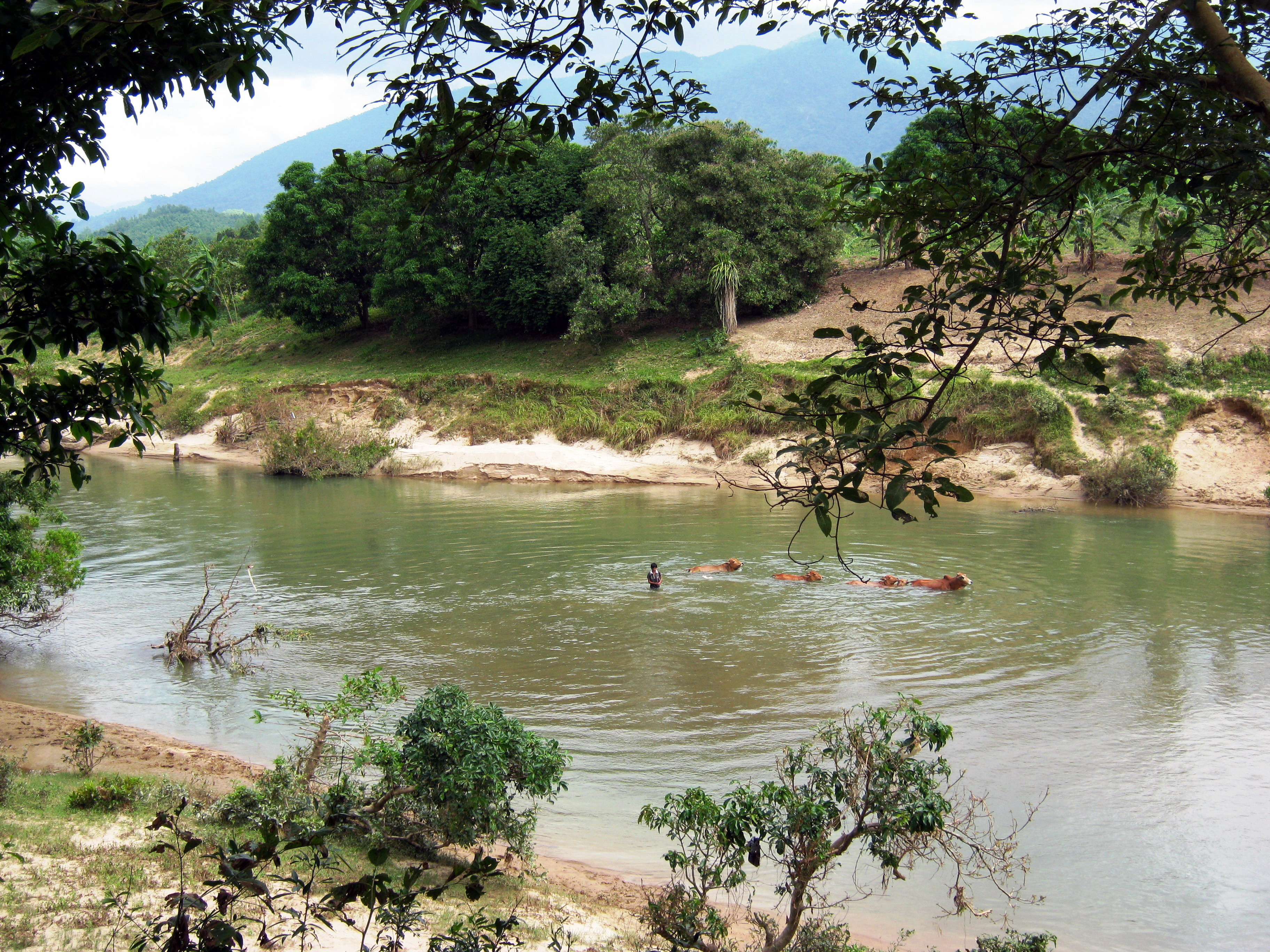
Sông Cái Nha Trang, đoạn chảy qua Khánh Vĩnh

Khánh Vĩnh có địa hình chủ yếu là đồi núi và phân thành 2 khu vực chính. Khu vực phía Đông, dọc theo lưu vực các phụ lưu của sông Cái chủ yếu là các đồi thấp, khu vực phía tây và phía Nam chủ yếu là các núi cao với nhiều đỉnh núi cao từ 1500  m đến trên 2000  m, trong đó có Đỉnh Hòn Giao (2062  m) là đỉnh núi cao nhất tỉnh Khánh Hòa. Do nằm ở thượng nguồn của sông Cái Nha Trang, huyện Khánh Vĩnh có mật độ sông suối cao hơn so với các huyện khác trong tỉnh, Mật độ sông suối bình quân là 0,65 km/km². Hầu hết sông suối đều xuất phát từ các dãy núi cao ở phía Nam, Tây và Bắc rồi tập trung về sông Thác Ngựa và sông Chò chảy về sông Cái Nha Trang
Tài nguyên khoáng sản của Khánh Vĩnh chủ yếu gồm thiếc, cao lanh... và các loại gỗ quý hiếm. Khánh Vĩnh có 87.198,99 ha đất rừng. Độ che phủ thường xuyên chiếm 75% diện tích tự nhiên của huyện với tổng trữ lượng gỗ lên đến 10 triệu m3, trong đó khoảng 9 triệu m3 tập trung ở rừng rậm và rừng trung bình.

## Dân cư
Dân số toàn huyện Khánh Vĩnh theo điều tra dân số năm 2009 là 33.714 người, ước tính dân số trung bình của huyện năm 2010 là 34.374 người. Khánh Vĩnh là huyện có mật độ dân cư thấp nhất tỉnh với 29 người/km². Dân số huyện phân bố không đều, tập trung chủ yếu ở các xã thị trấn phía Đông và thưa thớt hơn rất nhiều ở các xã phía tây. Nơi có mật độ dân số đông nhất là tại thị trấn Khánh Vĩnh với 416 người/km² và nơi có mật độ dân số thấp nhất là xã Khánh Thượng chỉ có 10 người/km²
| Xã/Thị Trấn         | Diện tích (Km²) | Dân số năm 2009 (người) |
| ------------------- | --------------- | ----------------------- |
| Thị trấn Khánh Vĩnh | 9.36            | 3.896                   |
| Khánh Hiệp          | 162.39          | 3.280                   |
| Khánh Bình          | 88.22           | 4.027                   |
| Khánh Trung         | 177.03          | 2.647                   |
| Khánh Đông          | 57.08           | 3.074                   |
| Khánh Thượng        | 209.42          | 2.073                   |
| Khánh Nam           | 42.25           | 1.725                   |
| Sông Cầu            | 25.13           | 992                     |
| Giang Ly            | 44.56           | 1.404                   |
| Cầu Bà              | 19.63           | 2.231                   |
| Liên Sang           | 58.02           | 1.640                   |
| Khánh Thành         | 57.52           | 1.666                   |
| Khánh Phú           | 157.02          | 2.875                   |
| Sơn Thái            | 62.36           | 1.763                   |

Dân cư Khánh Vĩnh chủ yếu là các dân tộc thiểu số, trên địa bàn huyện có 15 dân tộc đang cùng sinh sống. Theo điều tra dân số năm 2009 toàn huyện có 16297 người Ra glai chiếm 49% dân số toàn huyện, Người Kinh có khoảng 9176 người chiếm 27.5% dân số, ngoài ra huyện còn có 4592 người Cơ Ho (14%) (chủ yếu là nhóm Cơ Ho T’ring nên đôi khi bị gọi nhầm là người Xtiêng), 1481 người Ê Đê, 1022 người Tày, 615 người Nùng và 110 người Mường. Người Kinh sinh sống trải đều trong toàn huyện nhưng tập trung đông ở thị trấn Khánh Vĩnh (chiếm gần 60% dân số thị trấn) cùng với các xã Khánh Đông, Khánh Bình... Người Kinh cũng chiếm đa số tại các xã, thị trấn phía Đông của huyện như Sông Cầu (90%), Khánh Đông (70%) và Thị trấn Khánh Vĩnh (60%). Người Raglai sinh sống ở hầu hết các xã, thị trấn trừ xã Giang Ly. Người Cơ Ho sinh sống tập trung ở các xã phía Nam của huyện và chiếm đa số ở các xã Cầu Bà (69%), Sơn Thái (82%) và Giang Ly (94%). Người Ê Đê chủ yếu sinh sống ở khu vực Tây Bắc của huyện, giáp ranh với tỉnh Đăk Lăk. Các dân tộc Tày, Nùng, Mường... chủ yếu di cư từ miền Bắc vào sinh sống trong các năm gần đây họ tập trung chủ yếu tại các xã phía Bắc của huyện.

## Kinh tế
Khánh Vĩnh là một trong 2 huyện nghèo nhất của tỉnh Khánh Hòa. GDP bình quân đầu người của huyện chỉ đạt 10,25 triệu đồng/người chỉ bằng 1/4 GDP bình quân của toàn tỉnh. Tỉ lệ hộ nghèo theo chuẩn mới của tỉnh đến cuối năm 2012 giảm còn 26%. Cơ cấu giá trị sản xuất các ngành kinh tế có khuyng hướng giảm nhanh tỷ trọng Nông nghiệp và tăng tỷ trong Công nghiệp và dịch vụ. Trong đó dịch vụ là ngành có mức tăng mạnh nhất. Năm 2010, Tỷ trọng nông – lâm – thủy sản chiếm 44,36%, công nghiệp – xây dựng chiếm 27,77% và Tỷ trọng dịch vụ là 27,87%..
Nông nghiệp Khánh Vĩnh là ngành có vai trò rất quan trọng đối với sự phát triển kinh tế của huyện. Ngành Trồng trọt trong các năm qua phát triển ổn định, sản xuất tập trung vào các cây lương thực như lúa, ngô; cây công nghiệp ngắn ngày như mía, khoai mì. Ngoài ra huyện cũng trồng các loại rau phục vụ cho thị trường trong tỉnh. Về chăn nuôi, tổng đàn gia súc, gia cầm toàn huyện năm 2010 là 49.870 con, Chăn nuôi tập trung phát triển chủ yếu vào các đàn Bò, Lợn và gia cầm. Trâu, Dê và Cừu chỉ có số lượng nhỏ và không phải thế mạnh của huyện. Tổng sản lượng thịt các loại năm 2010 là 520,24 tấn. Lao động trong lĩnh vực nông nghiệp của Khánh Vĩnh năm 2010 là 13.222. Trong 10 năm từ 2000 đến 2010, tỷ trọng lao động nông nghiệp của huyện đã giảm từ 84.8% xuống chỉ còn 71.53% nhưng vẫn chiếm một tỷ trọng cao trong cơ cấu lao động của huyện.

## Lịch sử

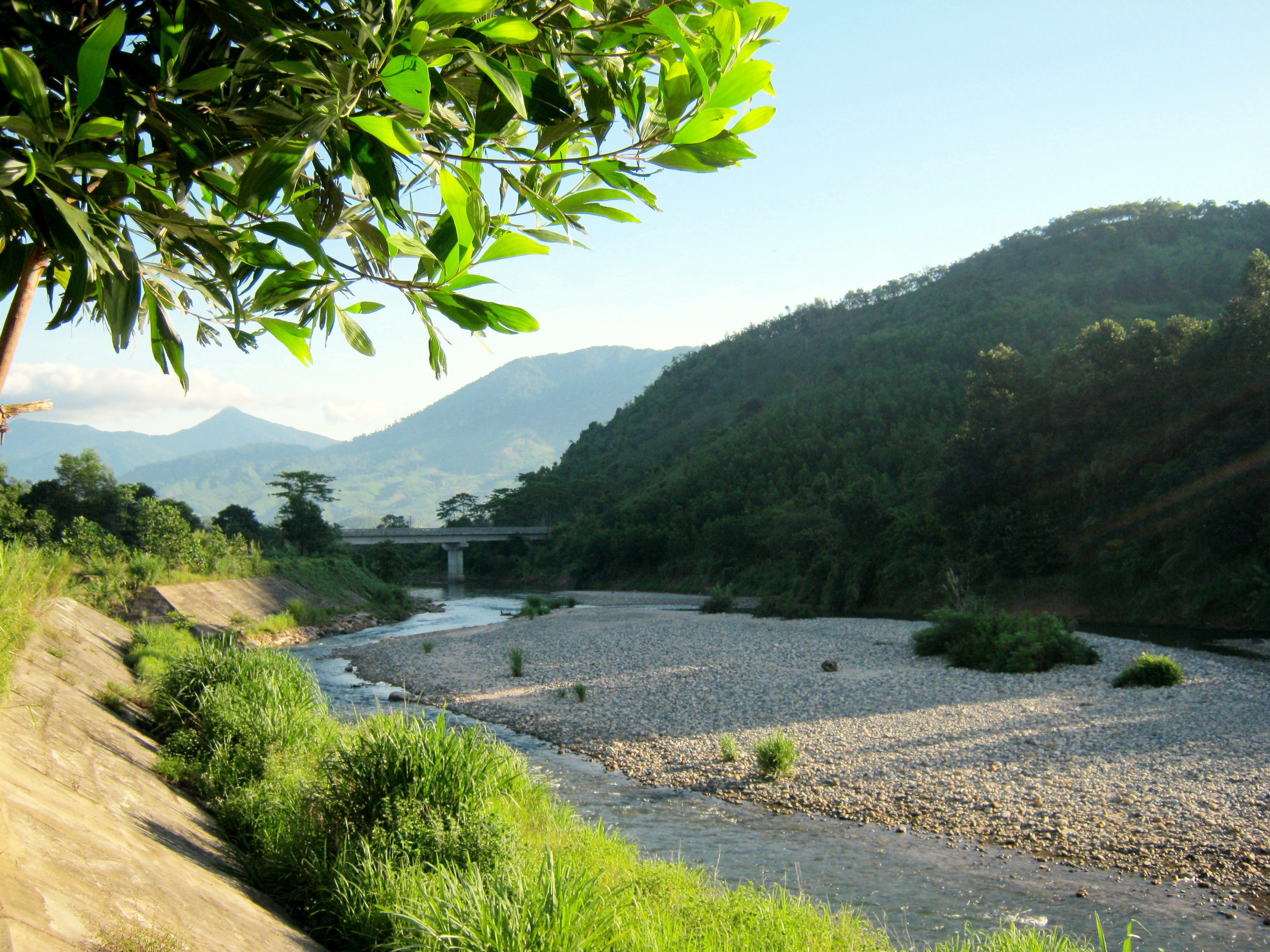
Bến Lội là một cảnh đẹp của huyện

Huyện Khánh Vĩnh của tỉnh Phú Khánh được tái lập trên cơ sở tách ra từ huyện Diên Khánh cũ theo quyết định số 189-HĐBT ngày 27 tháng 6 năm 1985 của Hội đồng Bộ trưởng. Trong chiến tranh Việt Nam, Khánh Vĩnh là căn cứ địa cách mạng của Khánh Hòa với các địa danh quan trọng như sân bay dã chiến Hòn Xã, Hòn Nhạn, Soi Mít, Hòn Dù, buôn Gia Lê, Hòn Bà và căn cứ lịch sử Hòn Dữ.
Huyện Khánh Vĩnh khi mới tách ra gồm có 7 xã: Khánh Bình, Khánh Lê, Khánh Minh, Khánh Phú, Khánh Thành, Khánh Thượng và Khánh Vinh.
Ngày 13 tháng 9 năm 1985, Hội đồng bộ trưởng ban hành quyết định số 230-HĐBT. Theo đó: 
- Chia xã Khánh Lê thành 4 xã: Sơn Thái, Giang Ly, Liên Sang và Cầu Bà
- Chia xã Khánh Minh thành 2 xã: Khánh Nam và Khánh Trung
- Chia xã Khánh Bình thành 3 xã: Khánh Bình, Khánh Hiệp và Khánh Đông.

Ngày 27 tháng 6 năm 1989, thành lập thị trấn Khánh Vĩnh (thị trấn huyện lị huyện Khánh Vĩnh) trên cơ sở toàn bộ diện tích và dân số của xã Khánh Vinh, một phần diện tích và dân số của xã Khánh Thành.
Ngày 30 tháng 6 năm 1989, tỉnh Khánh Hòa được tái lập từ tỉnh Phú Khánh, huyện Khánh Vĩnh thuộc tỉnh Khánh Hòa.
Ngày 9 tháng 12 năm 1998, thành lập xã Sông Cầu trên cơ sở 2.513 ha diện tích tự nhiên và 1.214 người của xã Khánh Phú.
Huyện Khánh Vĩnh có 1 thị trấn và 13 xã như hiện nay.

## Giao thông
Có quốc lộ 27C và đường cao tốc Vân Phong – Nha Trang đi qua.